# Fuldatal
Fuldatal település Németországban, Hessen tartományban. Lakosainak száma 13 016 fő (2023. december 31.).

## Népesség
A település népességének változása:
| Lakosok száma | 12 274 | 12 235 | 12 467 | 12 837 | 13 016 |
|               | 2017   | 2019   | 2021   | 2022   | 2023   |